# 永島千佳世
永島 千佳世（ながしま ちかよ、女性、1976年1月24日 - ）は、日本のプロレスラー。千葉県松戸市出身。身長156cm、体重57kg。血液型B型。

## 所属
- GAEA JAPAN（1994年 - 2005年）
- フリーランス（2005年 - 2006年、2015年 - ）

## 経歴・戦歴
- 中学までは柔道で活躍。
- 高校はレスリング部が創設されたばかりの安部学院高等学校に進学。在学中、1993年全日本女子オープントーナメント47kg級3位となる。世界チャンピオンの吉村祥子や上林美穂との対戦経験もある。

1995年
- 4月15日、東京・後楽園ホールにおいて、対植松寿絵戦でGAEA JAPANからデビュー。時間切れ引き分け。

1996年
- 当時JWP所属だった尾崎魔弓率いるOZアカデミーに加入。

1999年
- シュガー佐藤とのタッグで、アジャ・コング＆尾崎魔弓の持つAAAWタッグ王座に挑戦し、勝利。以降、3度の防衛に成功。

2002年
- 6月2日、里村明衣子を破って、AAAWシングル王座を戴冠。
- 10月20日、この年、GAEA JAPANに参戦し始めた豊田真奈美とのAAAWシングル王座戦に敗れ、王座陥落。

2005年
- 4月3日、シュガー佐藤と組んでクラッシュ2000の最後の相手となる。
- 11月11日、東京・新宿FACE「長与千種興行（Marvels Night）」において、ガングロ女子高生チカに扮して、おかあさんに扮したデビル雅美と対戦。回転エビ固めで勝利。

2006年
- 1月22日、東京・新宿FACE「第13回OZアカデミー興行 〜笑う角には尾図来たる〜」において、前川久美子と対戦。カカト落としで敗れる。同大会、尾崎魔弓、カルロス天野と組んで、豊田真奈美、里村明衣子、高橋奈苗組と対戦。一回転フットスタンプで高橋から勝利。
- 2月23日、第2回T-1興行において、米山香織と戦うが、逆に丸め込まれて敗れる。試合後、握手を求めるフリをして、ジャーマンで投げ捨て、蹴りを入れて退場する。
- 3月26日、東京・新宿FACE「第15回OZアカデミー興行 〜鬼がでるか蛇がでるか〜」において、高橋奈苗と対戦。NAWASHIMAで勝利。同大会、尾崎魔弓、ダイナマイト・関西と組んで、米山香織、アップルみゆき、栗原あゆみ組と対戦。関西がスプラッシュマウンテンで栗原から勝利。
- 5月27日、東京・新宿FACE「OZアカデミー感謝祭」において、カルロス天野と組んで、タニー・マウス、宮崎有妃組と対戦。天野が宮崎のジャックナイフ式エビ固めで敗れる。同大会、15選手参加バトルロイヤル出場。
- 8月12日、東京・新宿FACE「第19回OZアカデミー10周年記念興行（〜Ozだけ〜!!!）」において、初戦のダイナマイト・関西戦で、スプラッシュマウンテンをウラカン・ラナで返し、41秒で。2戦目の対尾崎魔弓戦はオザキックの前に敗れる。3戦目の対カルロス天野戦を一回転フットスタンプで勝利する。最終的に2勝1敗で優勝する。
- 8月6日、東京・新宿FACE「豊田真奈美自主興行」において、カルロス天野、倉垣翼、日向あずみと組んで、伊藤薫、渡辺智子、吉田万里子、豊田真奈美と対戦。日向が豊田から雁之助クラッチで勝利。
- 8月19日、東京・板橋グリーンホール「ミッドサマー・タッグトーナメント」において、カルロス天野と組んで、田村欣子、松尾永遠組に敗れ、準優勝。
- 9月10日、東京・新宿FACE「第20回OZアカデミー興行 〜The heat late summer〜」において、カルロス天野と組んで、MAZADA、NOSAWA論外組と対戦。永島組が反則勝ち。同大会、尾崎魔弓と組んで、アジャ・コング、浜田文子組と対戦。尾崎がアジャの裏拳で敗れる。
- 9月17日、東京・後楽園ホールにおいて、田村欣子の持つタイトルに挑戦するが、敗れる。
- 9月29日、宮城・Zepp Sendaiにおいて、奥田朱理と対戦。ジャーマン・スープレックス・ホールドで勝利。
- 11月11日、宮城・Zepp Sendaiにおいて、金成知佐子と対戦。勝利。
- 11月17日、東京・新宿FACE「第21回OZアカデミー興行 〜再会〜」において、アジャ・コングと対戦。頭部からの流血によりレフェリーストップで敗れる。同大会、植松寿絵と組んで、里村明衣子、加藤園子組と対戦。裏足4の字固めで加藤からギブアップ勝ち。

2013年
- 9月15日、横浜文体で尾崎魔弓と一騎討ちを行い坊主頭となる。正危軍を離脱。

2014年
- 2月9日、かねてから痛めていたひざを負傷し長期欠場。

2015年
- 3月1日、志田光とのシングルで復帰。尾崎を標的にしている志田と二人で結託する。
- 8月23日、フリー転向のため退団。所属最終戦は浜田文子とシングルで勝利、試合後に文子が持つRegina di WAVE王座挑戦を表明。
- 9月23日、プロレスリングWAVE博多大会で行われたRegina di WAVE王座戦で浜田文子と対戦し浜田を流血に追い込むが敗北。試合後にはベルトで浜田を殴りつけて退場する。
- 現在はWAVEに加え、同期里村明衣子が主宰するセンダイガールズプロレスリングや師匠長与千種が主宰するマーベラスに参戦中。11月にはワールド女子プロレス・ディアナにも参戦しヒールユニットCRYSISで活動中。

## 得意技
フット・スタンプ
ダイビング・フット・スタンプ
コーナー最上段から飛び、相手の腹を踏みつける。単純な技だが全体重がかかるため、相手は悶絶する。
場外フット・スタンプ
場外の相手へのダイビング・フット・スタンプ。
前宙式フット・スタンプ
トップロープからファイアーバード・スプラッシュで飛び、そのままダイビング・フット・スタンプで相手の腹部に落下する。
フィッシャーマン・バスター
相手のヒザの裏を持って、抱え上げマットに垂直に叩きつけていく。
ハーフネルソン・スープレックス
NAWASHIMA
丸め込みフォール技。2006年3月26日、東京・新宿FACE「第15回Ozアカデミー興行（鬼がでるか蛇がでるか）」において対高橋奈苗戦で初公開。メキシコ遠征の際にずっとNAWASHIMAと間違われたことで、この名前に命名。
飛び付き式ウラカン・ラナ
相手の前で前方倒立回転をして回転する際に相手の方に足をかけて上体を起こして、そのままウラカン・ラナを決める技。
12モンキーズ
TAJIRIのタランチュラのようにロープを利用した腕ひしぎ逆十字固め。

## タイトル歴
- 全日本タッグ王座
- AAAWシングル王座
- AAAWジュニアヘビー級タッグ王座
- OZアカデミー認定タッグ王座
- W.W.W.D世界エリザベス王座

## 入場テーマ曲
- BORN TO WIN ※「GAEA RHYTHM」に収録